# جایزه فیلم آلمان
جایزه فیلم آلمان (آلمانی: Deutscher Filmpreis) که با عنوان جایزهٔ لولا (انگلیسی: Lola Awards) هم شناخته می‌شود؛ نام یک جایزهٔ سینمایی آلمان است که توسط «آکادمی فیلم آلمان» به برترین‌های سینما (که به زبان آلمانی باشند)، اهدا می‌شود.
این جایزه که مراسمش همه‌ساله در مکان های مختلفی در شهر برلین برگزار می‌شود، مهمترین جایزهٔ فیلم در کشور آلمان است و مجموع ارزش مالی آن به حدود ۳ میلیون یورو می‌رسد.